# Olímpio (mestre dos ofícios)
Olímpio (em latim: Olympius; m. 410) ou Olimpiodoro (em latim: Olympiodorus) foi um oficial romano do começo do século V, ativo na corte do imperador romano ocidental Honório (r. 395–423).

## Vida
Olímpio era nativo da região do mar Negro. Aparece pela primeira vez em 408, quando ocupou um posto palatino, o de mestre dos escrínios. Segundo as fontes, ele ascendeu a esta posição por intermédio do ministro vândalo Estilicão. Apesar disso, nesta ocasião, Olímpio planejou sua queda. Para tal, incitou uma rebelião militar em Ticino na qual, em 13 de agosto, muitos altos oficiais que deviam seus postos a Estilicão foram assassinados. Pouco depois, ordenou que os soldados em Ravena o prendessem, que foi morto em 22 de agosto por instigação de Olímpio.
Após a morte de Estilicão, sua influência era suprema na corte ocidental e ele assumiu a posição de mestre dos ofícios e colocou indivíduos de sua escolha (Turpilião, Varanes e Vigilâncio) em outros altos postos. Em agosto, foi destinatário da epístola 96 de Agostinho, porém o remetente não sabia a essa altura que era ele quem estava na posição de Estilicão. Mais tarde, Olímpio recebeu outra epístola de Agostinho na qual lhe é solicitada a confirmação da legislação anti-donatista. Ele é citado numa lei preservada no Código de Teodósio datada de 14 de novembro.
No começo de 409, quando o senado e o rei visigótico Alarico (r. 395–410) chegaram a um acordo após o último sitiar Roma, Olímpio evitou que o acordo fosse retificado. De acordo Zósimo, conseguiu isso ao nomear dois dos emissários senatoriais, Ceciliano e Prisco Átalo, como prefeito pretoriano da Itália e conde das sagradas liberalidades respectivamente. Pouco depois, reuniu um esquadrão de 300 hunos contra os godos de Ataulfo e matou mais de 1 000 deles perto de Pisa com perdas insignificantes de seus homens. Zósimo afirma que ele foi demitido pouco depois disso por conselho dos eunucos da corte e fugiu à Dalmácia.
Em 409/410, Olímpio foi aparentemente reinstalado na posição de mestre dos ofícios, porém foi novamente demitido e desta vez foi golpeado até a morte sob ordens de Flávio Constâncio por seu papel na morte de Estilicão.

## Avaliação
Segundo Agostinho de Hipona, Olímpio era cristão, porém para Zósimo a religião era apenas um manto para sua malícia.